# 바스크산맥

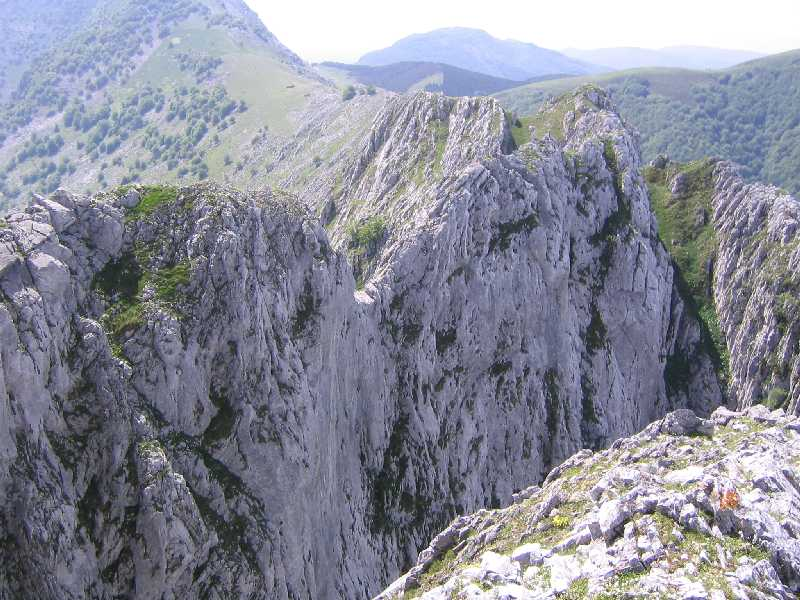
바스크산맥

바스크산맥(바스크어: Euskal Herriko arkua, 스페인어: Montes vascos)은 스페인 칸타브리아산맥의 북부 산맥을 의미한다. 침식이 심한 중생대 지층의 습곡이다.

## 같이 보기
- 피레네산맥
- 스페인의 지리